# 리버풀 노예 무역

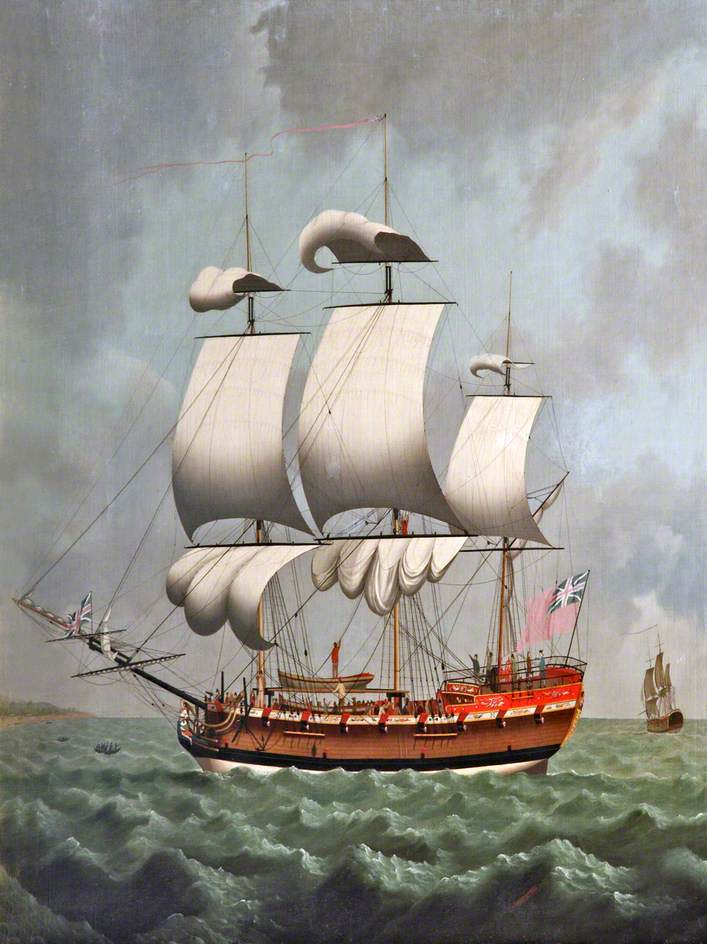
윌리엄 잭슨(c.1770–c.1803)의 리버풀 노예선

잉글랜드 북서부의 항구 도시인 리버풀은 대서양 노예 무역에 관여했다. 리버풀의 노예 상인들이 맨체스터에서 카리브 제도까지 직물을 매우 경쟁력 있는 가격으로 공급할 수 있게 되면서 18세기에 무역이 발전했다.

## 역사

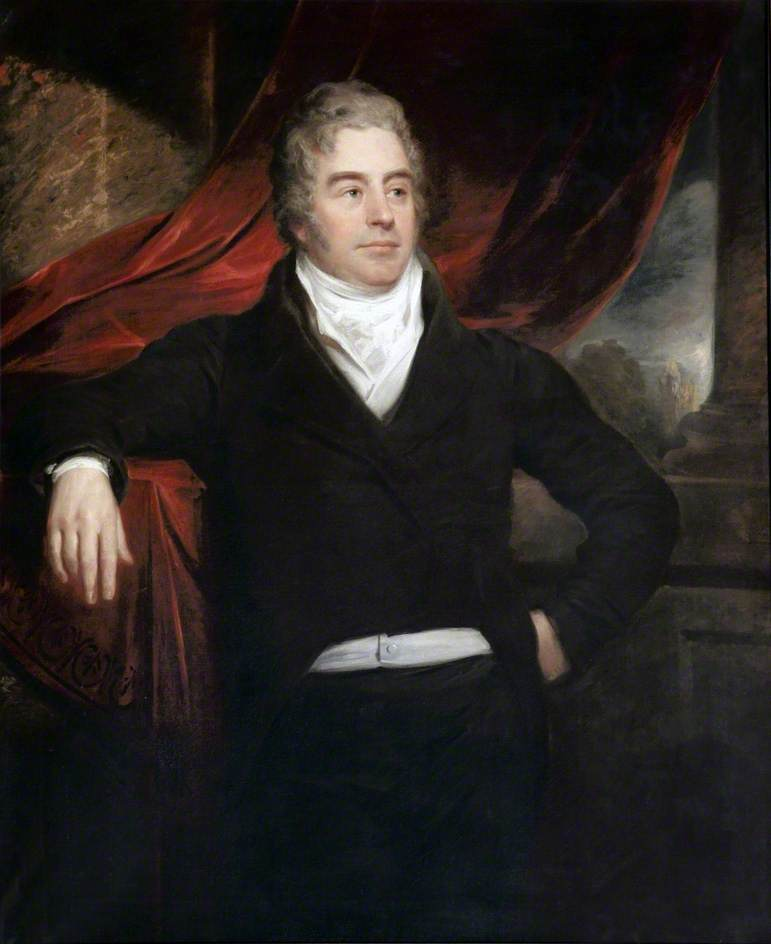
리버풀 노예 상인, 존 볼턴.

1699년 12월 1일, "리버풀 머천트"호의 소유주이자 성공한 담배 및 설탕 상인이었던 윌리엄 클레이턴은 자신의 배를 아프리카로 보냈고, 그곳에서 선장 윌리엄 웹스터는 수많은 아프리카 노예들을 구매했다. 이들 중 220명은 바베이도스에서 팔렸다. 이 배는 리버풀에서 신세계로 노예를 수송한 최초의 배로 알려져 있다. 또 다른 리버풀 선박인 "블레싱"호는 1700년에 출항했다. 그 후 30년 동안 리버풀은 급속히 성장했다. 리버풀에서 출항하는 선박의 증가는 그 후 30~40년 동안 서서히 증가하기 시작했으며, 1700년까지 아메리카 식민지와의 관계가 확고히 수립되었다. 상인들은 식민지에서 설탕과 담배를 운송했다. 리버풀은 섬유, 철, 화기, 화약 제조의 광범위한 증가로 인해 "어촌에 불과한" 곳에서 변모했다. 성장기에 리버풀의 상품은 리버풀 항구에서 수출되었고, 1715년에 첫 상업용 갑문이 건설되었으며, 1730년에는 리버풀에서 제조된 상품을 노예와 교환하기 위해 아프리카로 향하는 리버풀 노예선이 15척에 달했다.
1740년대 중반부터 리버풀은 브리스틀을 제치고 영국에서 가장 큰 노예 무역 항구가 되었다. 1750년까지 리버풀은 영국에서 가장 중요한 노예 무역 항구였다. 그 후 리버풀의 산업 지배력은 계속 성장했다. 노예 무역이 폐지된 1793년에서 1807년 사이에 리버풀은 전체 노예 항해의 84.7%를 차지했으며, 런던은 12%, 브리스틀은 3.3%를 차지했다.
1780년 이후 리버풀의 노예 무역은 절정에 달했고, 리버풀 항에는 선박 정박 시설이 부족하지 않았다. 당시 리버풀 시청은 재정적 강점 때문에 특이했는데, 18세기에 6개의 새 부두에 100만 파운드를 투자했다. 리버풀의 부두는 선박 건조에도 사용되었다. 1701년부터 1810년까지 노예 무역에 관련된 영국 전체 선박의 26%에 해당하는 총 2,120척의 선박을 건조했다. 이에 비해 다음으로 큰 두 노예 항구인 런던과 브리스틀을 합쳐도 리버풀에서 건조된 노예선의 절반도 안 되는 수를 건조했다.

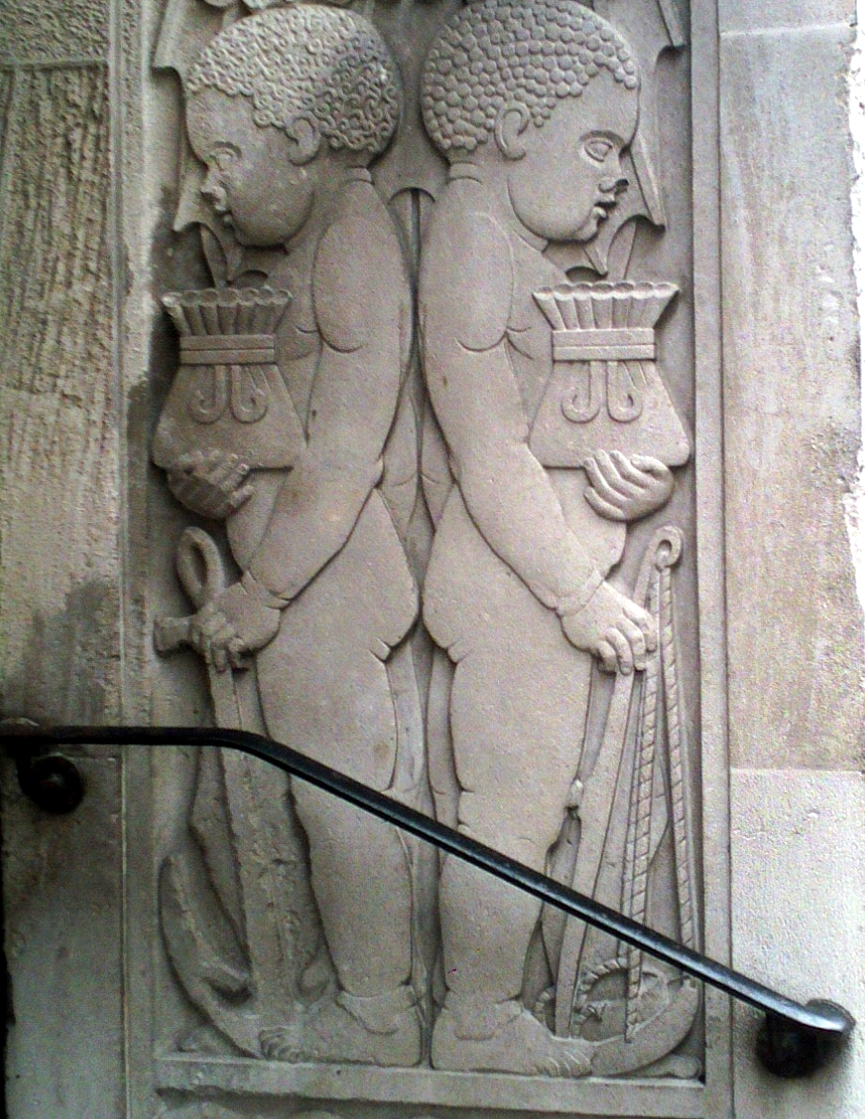
마틴스 은행 리버풀 건물에 있는 노예 부조.

리버풀이 노예 무역항으로 성장한 것은 지리적 이점 때문이었다. 전쟁 시 브리스틀과 런던 선박은 북아메리카와 서인도 제도로 건너가기 전에 유럽 본토에 더 가까이 항해해야 했다. 반면 리버풀 선박은 항구를 떠난 후 아일랜드 북쪽으로 항해할 수 있었다. 두 번째 이점은 리버풀이 인근 맨섬과 밀접한 관련이 있었다는 것이다. 1765년까지 이 섬은 면세 지위였으며, 네덜란드 동인도 회사의 선박이 상품을 창고에 보관할 수 있게 하여 리버풀 선박이 영국 정부에 착륙비를 지불하지 않고 대서양으로 이동할 수 있도록 했다. 리버풀이 노예 무역에서 우위를 점한 세 번째 이유는 리버풀 시가 산업화되는 잉글랜드 북부와 가깝다는 점이었다. 리버풀 노예 상인들은 노예로 교환할 상품을 쉽게 구할 수 있었다. 특히 아프리카 노예 상인들은 랭커셔의 주요 산업인 면제품 거래를 선호했다.
리버풀의 노예 상인들은 서아프리카 전역에서 포로들을 사들였다. 그러나 그들은 비아프라만과 서중앙아프리카를 전문으로 했다. 1740년부터 1810년까지 그들은 비아프라만에서 427,000명, 서중앙아프리카에서 197,000명을 데려왔다.
리버풀 상인들은 아프리카 무역 족장들과 긴밀한 관계를 유지했으며, 아프리카 연락망을 구축했다. 리버풀은 또한 배송 지역을 전문화했다. 그들은 1741년부터 1810년까지 자메이카에만 391,000명의 노예를 팔았고, 같은 기간 동안 바베이도스에는 85,000명의 노예를 팔았다. 그들은 브리스틀이 가장 큰 수입국으로 남아 있던 체서피크를 제외하고 대부분의 노예 시장에서 우세했다.

## 아프리카 상인 회사
같이 보기: 아프리카 상인 회사 리버풀 회원 목록
1750년 아프리카 회사법은 로열 아프리카 컴퍼니를 대체하는 아프리카 상인 회사를 설립했다. 이 법은 노예 무역이 "폐하의 모든 신민에게 자유롭고 개방되어야 한다"고 명시했다. 그러나 "블랑코곶과 희망봉 사이의 아프리카 항구나 장소에서 무역을 하거나 그곳으로 향하는 폐하의 모든 신민은 앞으로 영원히 아프리카 무역 상인 회사라는 이름으로 법인격과 정치적 단체가 될 것이다"라고 추가로 규정했다. 이 법은 그 후 런던, 브리스틀, 리버풀 지역을 중심으로 아프리카 상인 회사의 조직 개요를 만들었다. 이것은 가입을 원하는 모든 상인들이 자신의 도시에서 지정된 사람에게 40실링을 지불해야 하며, 각 도시의 구성원들이 기업을 운영할 세 명의 위원회 위원을 선출할 수 있도록 규정했다. 리버풀의 타운 서기는 그 도시에서 책임을 맡았다. 1752년 6월 24일, 101명의 상인이 공식적으로 회사에 가입했다.

## 거리 이름
18세기 동안 리버풀의 많은 상인들은 국제 무역으로 번영했다. 그들은 노예들이 생산한 설탕, 커피, 담배 또는 면화와 같은 상품을 거래했다. 따라서 거리 이름은 노예 무역을 통해 재산과 지위를 쌓은 시민들의 이름을 따서 지어졌을 수 있다. 어떤 경우에는 그들의 명성이 노예 무역 자체에서 부분적으로 비롯되었다. 이 사실은 이제 인정되고 있다.
그럼에도 불구하고 일부 거리 이름은 단순히 우연의 일치이다. 많은 시장들이 노예 소유주나 상인이기도 했다. 예를 들어 페니 레인(Penny Lane)은 종종 노예선 소유주인 제임스 페니와 연관되어 왔지만, 국제 노예 박물관의 조사에서는 연결을 뒷받침할 "역사적 증거"를 찾지 못했다.

## 국제 노예 박물관

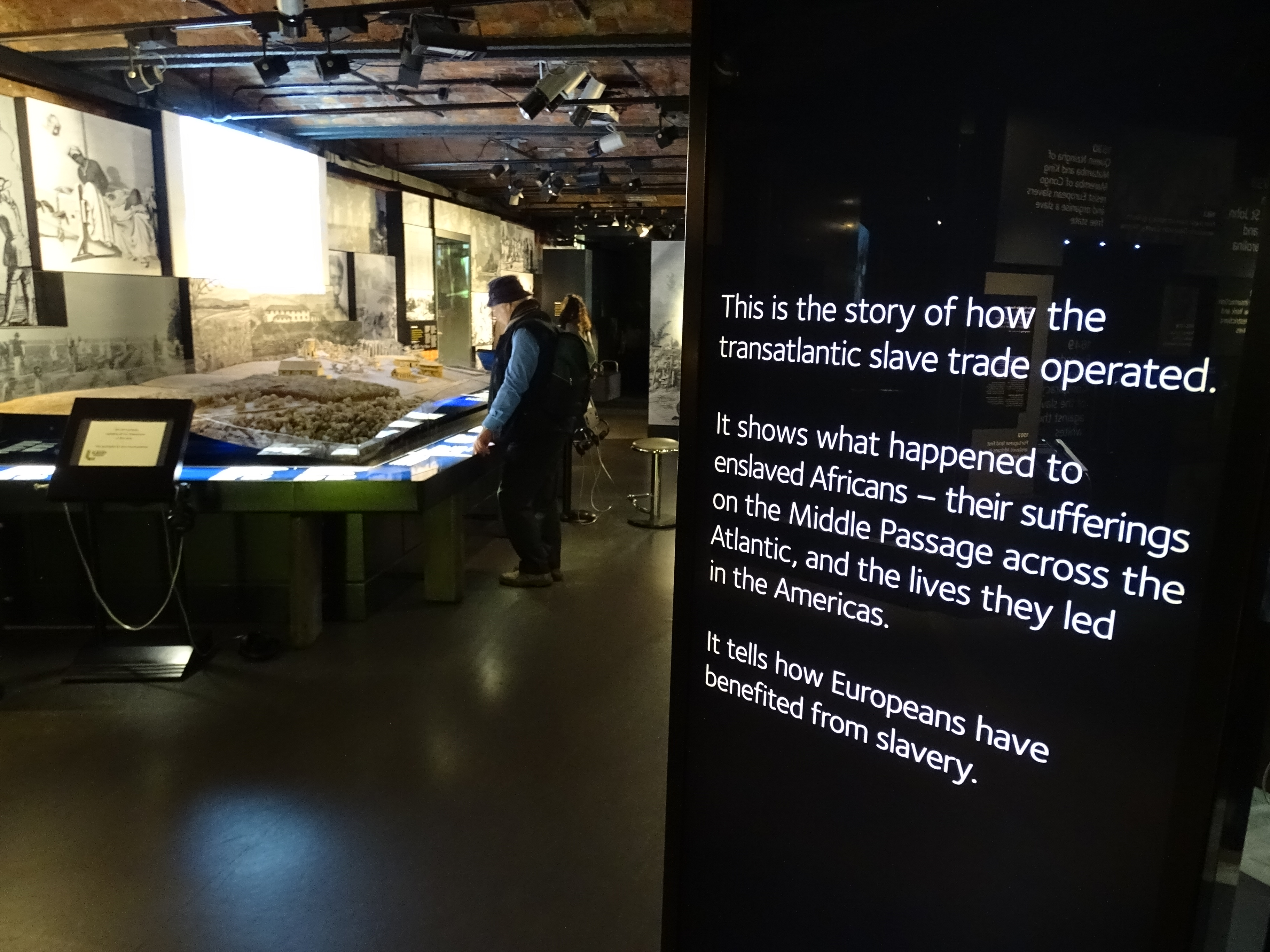
리버풀의 국제 노예 박물관

국제 노예 박물관은 머지사이드 해양 박물관 위 리버풀 부두에 있다. 이 박물관은 노예 무역 폐지 200주년이 되는 2007년 8월 23일에 설립되었다.

## 자료
- Richardson, David (2007). 《Liverpool and Transatlantic Slavery》. UK: Liverpool University Press. ISBN 978-1-84631-066-9.

## 같이 보기
- 대서양 노예 무역
- 국제 노예 박물관